# FOX-Reagenz
Das FOX-Reagenz ist eine Lösung zum Nachweis von Hydroperoxiden in biologischem Material.

## Prinzip
Das FOX-Reagenz besteht aus einer wässrigen Lösung von 0,25 mM Ammoniumeisen(II)-sulfat, 100 mM Sorbitol, 25 mM Schwefelsäure und 0,1 mM Xylenolorange. Die Probe wird 1:20 mit dem FOX-Reagenz verdünnt und eine halbe Stunde bei Raumtemperatur inkubiert. In Anwesenheit von Hydroperoxiden wird das Fe2+ zu Fe3+ oxidiert und bildet daraufhin mit Xylenolorange einen Farbstoffkomplex, der photometrisch bei einer Wellenlänge von 560 nm gemessen wird. Das FOX-Reagenz wird unter anderem zur Messung von Lipid-Hydroperoxiden in Liposomen verwendet (mit einem modifizierten Protokoll). Eine Weiterentwicklung des FOX-Reagenz ist das FOX2-Reagenz.